# Hafthohlladung
Hafthohlladung (также известная как Panzerknacker, истребитель танков) — ручная противотанковая кумулятивная магнитная мина, использовалась немецкими войсками во Второй мировой войне. Предназначалась для борьбы с танками и бронемашинами противника, являлась усовершенствованной моделью кумулятивных мин, получивших общее название Panzerhandminen.

## Конструкция и применение
Корпус гранаты был изготовлен из металла. По кругу находилось три магнита, каждый из которых был снабжён парой полюсных наконечников, которые были настроены, чтобы выступать в качестве опоры с сильным магнитным полем через их разрыв. Такая конструкция позволяла пехотинцам прикреплять мину на стальной вражеский танк независимо от угла наклона корпуса. Поскольку взрыв осуществлялся под прямым углом, степень наклона брони не имела никакого значения. Однако это требовало от солдата размещения мины непосредственно на корпусе танка, что делало его весьма уязвимым для огня вражеской пехоты и танкового десанта. Несмотря на это, устройство могло быть очень эффективно против танков, так как было способно пробить броню толщиной до 140 мм.
Мина морально устарела в связи с появлением в войсках Вермахта таких эффективных противотанковых средств пехоты, как фаустпатрон и панцерфауст, но продолжала изготавливаться из существующих запасов и после этого.

## Технические характеристики
- Вес: 3 кг для версии H3; 3,5 кг для версии Н3.5
- Дата выпуска: ноябрь 1942
- Проникновение: 140 мм брони и 508 мм бетона
- Предохранитель: воспламенитель с 4,5-секундной задержкой взрывателя, увеличился в мае 1943 года до 7,5 секунд
- Производство: 553,9 тыс. произведено в 1942—1944 гг. (1942 г. — 8500, 1943 г. — 358 400, 1944 г. — 187 000).